# 东旺藏语
东旺藏语是云南一种藏语方言，曾被认为是康藏语方言。分布在香格里拉市东部东旺河沿岸，使用者人数约6千人。:7–56

## 书目
- Ellen Bartee, 2007. A grammar of Dongwang Tibetan.